# Naravoslovna učna pot
Naravoslovna učna pot je pešpot, speljana po gozdni, travnati ali grmičevnati pokrajini in je namenjena naravoslovnemu izobraževanju, spoznavanju gozdnih rastlin, živali, gozdarstva, tradicionalnih obrti in naravnih pojavov in je lahko opredeljena kot geološka, gozdna, botanična, parkovna in podobno. Najprej so se pojavile gozdne učne poti, ki so nastale v industrijskih državah zahodne Evrope, v Sloveniji pa so se začele pojavljati po letu 1974 na pobudo Milana Ciglarja Tovrstne pešpoti so navadno dolge nekaj kilometrov, lahko dostopne in namenjene sprehajalcem. Opremljene so s tablami, na katerih so komentarji o geoloških, živalskih in rastlinskih zanimivostih. Po evidenci Zavoda za gozdove Slovenije je v Sloveniji 91 poti, ki so uvrščene med učne poti z gozdno tematiko. ZGS upravlja 47 poti in soupravlja 6 poti.

## Učne poti v Sloveniji
V Sloveniji je danes preko 100 gozdnih in drugih naravoslovnih učnih poti:
| Naravoslovna učna pot, turistična ali druga tematska pot       | Dolžina m     | Leto         | Upravljavec                                                    | Komu je namenjena                                     |
| -------------------------------------------------------------- | ------------- | ------------ | -------------------------------------------------------------- | ----------------------------------------------------- |
| Borovška naravoslovna pot                                      | 7500          | 1994         | ZGS OE Kočevje                                                 | turistom in rekreativcem                              |
| Ekološka pot po Zasavju                                        | 8500          | 1993         | Gimnazija Trbovlje                                             |                                                       |
| Koščeva učna pot (Ljubljansko barje)                           |               |              |                                                                |                                                       |
| Gozdarska pešpot Straža-Frata                                  | 18000         | 2005         |                                                                | turistom in rekreativcem                              |
| Gozdna in geološka pot Pekel pri Borovnici                     |               |              |                                                                |                                                       |
| Gozdna in zgodovinska pot Stari grad - Radlje ob Dravi         | 4700          | 1986         | ZGS OE Slovenj Gradec                                          | šolska mladina                                        |
| Gozdna naravoslovna učna pot Mali vrh                          | 3000          | 1999         | ZGS OE Ljubljana                                               | vsem                                                  |
| Gozdna učna pot Boč                                            | 3400          | 1995         | ZGS OE Celje                                                   | turisti in rekreativci                                |
| Gozdna učna pot Bukovnica                                      | 2400          | 1985         | ZGS OE Murska Sobota                                           |                                                       |
| Gozdna učna pot Cirje                                          | 1100          | 1998         |                                                                | turisti in rekreativci                                |
| Gozna učna pot - čebelarska                                    | 4500          | 2005         | TD Kampelc, soupravljavec ZGS                                  | turisti in rekreativci                                |
| Gozdna učna pot Djestence                                      | 2850          | 1999         | Občina Divača                                                  | šolska mladina                                        |
| Gozdna učna pot Dovžanova soteska                              | 2000          | 2001         | Občina Tržič Zavod za gozdove, enota Kranj                     | šolska mladina                                        |
| Gozdna učna pot Dravograd - Grad                               | 2000          | 2004         | ZGS OE Slovenj Gradec                                          | šolska mladina, ostali                                |
| Gozdna učna pot k debeli bukvi (Žetale)                        | 3500          |              | OŠ Žetale                                                      | vsem                                                  |
| Gozdna učna pot Fuks graba (Krajinski park Goričko)            | 4150          | 1996         |                                                                | turistom in rekreativcem                              |
| Gozdna učna pot Galke (Lahovnik-Boč)                           |               |              |                                                                | vsem                                                  |
| Gozdna učna pot Godič pri Kamniku                              | 2200          | 2003         | ZGS OE Ljubljana                                               | šolska mladina, ostali                                |
| Gozdna učna pot Golovec (Poljčane)                             | 1500          | 2004         | OŠ Poljane                                                     | šolska mladina, ostali                                |
| Gozna učna pot Grašišče-Zdenci                                 | 1700          | 1988         | OŠ Solkan                                                      | šolska mladina, ostali                                |
| Gozdna učna pot Kališe - Logatec                               | 2200          | 1992         | ZSKSS                                                          | skavti, ostali                                        |
| Gozdna učna pot Kapelvald                                      | 1500          | 1997         | ZGS OE Maribor                                                 | vsem                                                  |
| Gozdna učna pot Konovo - Debrce                                | 1600          | 2002         | ZGS OE Nazarje                                                 | vsem                                                  |
| Gozdna učna pot Kozice                                         | 9000          | 1996         | ZGS OE Kočevje                                                 | turistom in rekreativcem                              |
| Gozdna učna pot Kozlov rob                                     | 1750          | 1995         | ZGS OE Tolmin                                                  | šolska mladina                                        |
| Gozdna učna pot Kres                                           |               |              | ZGS OE Kranj                                                   | šolska mladina                                        |
| Gozdna učna pot Lopan                                          | 3000          | 1991         | Občina Mislinja                                                | vsem                                                  |
| Gozdna učna pot Mašun                                          | 1800          | 1997         | ZGS OE Postojna                                                | vsem                                                  |
| Gozdna učna pot Mestni vrh pri Ptuju                           |               |              | ZGS OE Maribor                                                 | vsem                                                  |
| Močeradova učna pot                                            | 3000          |              | OŠ Slovenska Bistrica                                          | šolska mladina                                        |
| Gozdna učna pot Panovec                                        | 1800          | 1981         | ZGS OE Tolmin                                                  | vsem                                                  |
| Gozdna in geološka pot Pekel pri Šempetru                      | 2400          | 1984         | ZGS OE Celje                                                   | vsem                                                  |
| Gozdna učna pot Pistrov grad v Vuzenici                        | 12000         | 2002         | ZGS OE Slovenj Gradec                                          | vsem                                                  |
| Gozdna učna pot Pišece                                         | 4500          | 1993         | ZGS OE Brežice                                                 | turist in rekreativec                                 |
| Gozdna učna pot Pleterje                                       | 3000          | 1997         | ZGS OE Brežice                                                 | turist in rekreativec                                 |
| Gozdna učna pot Polana                                         | 3900          | 1984         | ZGS OE Murska Sobota                                           | vsem                                                  |
| Gozdna učna pot Rožek - Podturn pri Dolenjskih Toplicah        | 1800          | 1988         | ZGS OE Novo mesto                                              | vsem                                                  |
| Gozdna učna pot Predtrški gozd - Radovljica                    | 2500          | 1977         | ZGS OE Bled                                                    | vsem                                                  |
| Gozdna učna pot Pusti grad                                     | 5000          | 2004         | Občina Radovljica                                              | vsem                                                  |
| Gozdna učna pot Resslov gaj                                    | 2000          | 1992         | ZGS OE Sežana                                                  | šolska mladina                                        |
| Gozdna učna pot Rožni studenec                                 | 3200          | 1995         | ZGS OE Kočevje                                                 | šolska mladina                                        |
| Gozdna učna pot Savina - Ljubno                                | 4700          | 1998         | ZGS OE Nazarje                                                 | vsem                                                  |
| Gozdna učna pot Sromlje                                        | 2000          | 1999         | TD Sromlje                                                     | turist in rekreativec                                 |
| Gozdna učna pot Sviščaki                                       | 4300          | 1999         | ZGS OE Postojna                                                | vsem                                                  |
| Gozdna učna pot Škocjan                                        | 2000          | 2002         | Jamarsko društvo Gregor Žiberna Divača                         | turisti in rekreativci                                |
| Gozdna učna pot Škofljica                                      | 1800          | 2004         | Občina Škofljica                                               | šolska mladina, turizem                               |
| Gozdna učna pot Šumberk                                        | 1800          | 2002         | ZGS OE Ljubljana                                               | šolska in predšolska mladina, družine                 |
| Gozdna učna pot Tabor - Sežana                                 | 2900          | 1998         | ZGS OE Sežana                                                  | šolska mladina                                        |
| Gozdna učna pot Tojzlov vrh                                    | 3200          | 1993         | ZGS OE Maribor                                                 | šolska mladina                                        |
| Gozdna učna pot Turjak - Rašica                                | 4000          | 1993         | ZGS OE Sežana                                                  | vsem                                                  |
| Gozdna učna pot Uršankovo                                      | 2500          | 1997         | ZGS OE Maribor                                                 | šolska mladina                                        |
| Gozdna učna pot Veržej - Mrtvice reke Mure                     |               |              |                                                                | vsem                                                  |
| Videm                                                          | 1200          | 1983         |                                                                |                                                       |
| Gozdna učna pot Visoko pri Poljanah                            | 2100          | 1995         | ZGS OE Kranj                                                   | šolska mladina                                        |
| Gozdna učna pot po šmarnogorski Grmadi                         | 4500          | 1974         | ZGS OE Ljubljana                                               | vsem                                                  |
| Gozdna učna Pot na Rahtelov vrh                                | 4000          | 1999         | ZGS OE Slovenj Gradec                                          | šolska mladina                                        |
| Gozdna učna pot na sveto Ano                                   | 6500          | 1993         | ZGS OE Kočevje                                                 | šolska mladina                                        |
| Gozdna učna pot Planina - Mirna gora                           | 1610          | 1991         | ZGS OE Novo mesto                                              | šolska mladina, javnost                               |
| Gozdna učna pot Stari log - Pugled                             | 10000         | 2002         | PD Kočevje                                                     | turistom, rekreativcem                                |
| Gozdna učna pot Tromejnik                                      | 800           |              | TD Korovci                                                     | vsem                                                  |
| Gozdno - turistična pot Plešivec                               | 4000          | 2004         | ZGS OE Slovenj Gradec                                          | vsem                                                  |
| Jesenkova pot (Krajinski park Tivoli, Rožnik in Šišenski hrib) | 3000          | 1986         | ZGS OE Ljubljana                                               | vsem                                                  |
| Klopotčeva učna in sprehajalna pot                             |               | 2008         | Osnovna šola Cerkvenjak                                        | šolska mladina                                        |
| Kobariška zgodovinska pot                                      |               | 1998         | Turistično društvo Kobarid                                     | vsem                                                  |
| Kosmačeva učna pot                                             |               | 2000         | OŠ Dušana Muniha Most na Soči                                  | šolska mladina                                        |
| Kostelska grajska pešpot                                       | 16000         | 2002         | TŠD Kostel                                                     | turistom, rekreativcem                                |
| Učna pot po gozdovih Bistre                                    | 2300          | 1982         | Tehniški muzej Slovenije in ZGS OE Ljubljana                   | obiskovalcem TMS Bistra                               |
| Naravoslovna učna pot na Prestreljeniških podih                | 650           | 2010         | LTC Bovec                                                      | vsem                                                  |
| Naravoslovna pot Jelenov studenec                              | 3400          | 2002         | ZGS OE Kočevje                                                 | šolska mladina                                        |
| Naravoslovna pot Menišija                                      | 3000          | 2002         | Turist. društvo Menišija                                       | šolska mladina                                        |
| Naravoslovna pot Tičjak                                        | 1800          | 1999         | ZGS OE Nazarje                                                 | šolska mladina                                        |
| Naravoslovna pot Pri Žouknu                                    | 2300          | 2002         | Občina Dobrepolje                                              | šolska mladina                                        |
| Naravoslovna pot Rudniško jezero                               | 3000          | 2000         | DOPPS, ZVNKD                                                   | šolska mladina                                        |
| Naravoslovna učna pot Rakov Škocjan                            | 3000          | 1990         | ZGS OE Postojna                                                | vsem                                                  |
| Naravoslovna učna pot Vrata                                    | 10000         | 1994         | Triglavski narodni park                                        | obiskovalcem in ljubiteljem Pokljuke vodenim skupinam |
| Naravoslovna učna pot ob potoku Hubelj                         | 3200          | 1999         | ZGS OE Tolmin                                                  | šolska mladina                                        |
| Naravoslovna učna pot Štivanski log                            | 1200          | 2004         | ZGS OE Postojna                                                | šolska mladina                                        |
| Naravoslovno etnološka pot po Logarski dolini                  | 7000          | 1997         | Logarska dolina d.o.o.                                         | vsem                                                  |
| Naravoslovno krasoslovna pot čez Divaški kras                  | 5000          | 2001         | Krajevna skupnost Senožeče                                     | vsem                                                  |
| Živi muzej Krasa                                               | različno      |              | Sežana/Lipica                                                  |                                                       |
| Naravoslovno kulturna pot Samostanski hrib                     | 2000          | 1991         | Muzej Vrbovec + KE Nazarje                                     | vsem                                                  |
| Oglarska pot Dole pri Litiji                                   |               | 2000         | Športno društvo Dole pri Litiji                                | vsem                                                  |
| Orlova naravoslovna pot okoli Reškega jezera                   | 927/1280      | 2017         | Zavod Kočevsko - Turistično informacijski center Kočevska Reka | vsem                                                  |
| Pešpot Luknja                                                  | 4000          | 1998         | ZGS OE Novo mesto                                              | šolska mladina in ostala javnost                      |
| Pokljuška pot                                                  | 7500          | 2003         | Triglavski narodni park                                        | obiskovalcem in ljubiteljem Pokljuke vodenim skupinam |
| Ressljeva gozdna pot Brežice                                   | 15000         |              | ZGS OE Brežice                                                 | turist in rekreativec                                 |
| Soška pot                                                      |               | 1989         | Triglavski narodni park                                        | vsem                                                  |
| Svibno - turistična, zgodovinska, gozdna učna pot              |               | 2001         | ZGS OE Brežice                                                 | vsem                                                  |
| Učna pot o zdravilnih in strupenih rastlinah v okolici Bovca   |               |              |                                                                | vsem                                                  |
| Zmajčkova gozdna učna pot                                      | 6000          | 1995         | ZGS OE Celje                                                   | vsem                                                  |
| Gozdna učna pot Navrški vrh                                    | 4300          | 1988         | ZGS OE Slovenj Gradec                                          | šolska mladina                                        |
| Zelena pot "TEBER" Črna na Koroškem                            | 2300          | 1999         | ZGS OE Slovenj Gradec                                          | vsem                                                  |
| Rozkina gozdna učna pot                                        | 3000          | 1976         | ZGS OE Maribor                                                 | vsem                                                  |
| Geološka učna pot Rudnica-Virštanj                             | 10000         | 2004         | Kozjanski park                                                 | vsem                                                  |
| Učna pot Travnik na Vetrniku                                   | 2000          | 2004         | Kozjanski park                                                 | vsem                                                  |
| Naravoslovna in rudarska učna pot Stol-Golica                  | 8000          |              | TD Jesenice                                                    | vsem                                                  |
| Kamnoseška učna pot na Kalu pri Pivki                          | 820           |              | Društvo Štirna Kal                                             | vsem                                                  |
| Učna pot Bobri (Mrtvica Bobri na Muri)                         | 2000          |              | Lokalna turistična organizacija Lendava                        | vsem                                                  |
| Kraška učna pot od Lebice do Krupe                             | 10000         |              | TIC Semič                                                      | vsem                                                  |
| Učna pot Zdenc in Vidovec (Božakovo)                           | 3000          |              | TIC Metlika                                                    | vsem                                                  |
| Vodna učna pot Grabnarica, Lipniška dolina                     | 5000          |              | Zavod za gozdove OE Bled                                       | vsem                                                  |
| Samostanska učna pot Studenice                                 | 1000          | 2009         | TD Samostan Studenice                                          | vsem                                                  |
| Vodna učna pot ob Dravinji - Zreče                             | 13100         | 2011         | Občina Zreče                                                   | vsem                                                  |
| Učna pot Kamnolomi v dolini Bele (Poljčane)                    |               | 2010         |                                                                | vsem                                                  |
| Naravoslovna učna pot v Dobcu                                  | 5000          |              | Občina Borovnica                                               | vsem                                                  |
| Naravoslovna učna pot Stari grad                               | 4000          |              | ZGS OE Ljubljana                                               | vsem                                                  |
| Gozdna učna pot Draga                                          | 3200          | 2005         | občina Ig in ZGS                                               | vsem                                                  |
| Gozdna učna pot po sledeh višnjanskega polža                   | 6000          | 2010         | TD Polževo, TD Višnja Gora                                     | vsem                                                  |
| Naravoslovna pot - Roška pešpot                                | 60000 3 etape | 1998         | ZGS, OE Kočevje                                                | vsem                                                  |
| Gozdna pot Zaplaške stezice                                    | 3000          | 2007         | ZGS, KE Trebnje                                                | vsem                                                  |
| Gozdna pot Azaleja - Boštanj                                   | 5500          |              | ZGS, KE Mokronog Občina Sevnica                                | vsem                                                  |
| Mestni gozd Celje                                              | 14000 12 poti | 2000 do 2007 | ZGS, OE Celje                                                  | vsem                                                  |
| Gozdna učna pot Celjska koča                                   | 1900          | 2005         | ZGS, OE Celje                                                  | vsem                                                  |
| Ekosistemska učna pot Šmartinsko jezero                        | 2000          | 2010         | ZGS, OE Celje                                                  | vsem                                                  |
| Gozdna učna pot Tičnica                                        | 2300          |              | ZGS, OE Slovenj Gradec                                         | vsem                                                  |
| Gozdna učna pot Grašin-Muta                                    | 2000          | 2007         | ZGS, Slovenj Gradec                                            | vsem                                                  |
| Skozi gozd do Sv. Ane                                          |               |              | PD Ribnica                                                     | vsem                                                  |
| Naravoslovna učna pot Piramida-Kalvarija                       | 5000          | 1992         | MO Maribor                                                     | vsem                                                  |
| Naravoslovna učna pot ob Rakah                                 | 3500          |              | ICRA d.o.o. Idrija                                             | vsem                                                  |
| Učna pot Kanjon reke Kokre                                     | 1500          |              | ZVN OE Kranj                                                   | vsem                                                  |
| Pot ob reki Iški »Okljuk«                                      | 13000         | 2014         | Krajinski park Ljubljansko barje                               | vsem, tudi kolesarjem                                 |
| Učna pot Bevke                                                 | 6500          |              | Krajinski park Ljubljansko barje                               | vsem, tudi kolesarjem                                 |
| Učna pot Draga pri Igu                                         | 3000          |              | Krajinski park Ljubljansko barje                               | vsem                                                  |
| Pijavška Barjanska pot                                         | 8000          |              | Krajinski park Ljubljansko barje                               | vsem                                                  |
| Kraška vodna učna pot Stanka Buserja, Ponikva                  |               |              | TD Šentjur                                                     | vsem                                                  |
| Učna pot Barje Goreljek, Pokljuka                              | 1000          |              | Triglavski narodni park                                        | vsem                                                  |
| Gozdna učna pot Kres nad Železniki                             | 2050          |              | ZGS KE Železniki                                               | vsem                                                  |
| Tematska pot – Pot med jelšami                                 | 3000          | 2023         | Rakova Jelša, Ljubljana (Krajinski park Ljubljansko barje)     | vsem                                                  |
| Vodna učna pot Gabernica                                       | 17.000        |              | Pišece                                                         | vsem                                                  |
| Vodna učna pot Grabnarca                                       | 5000          |              | ZGS, Območna enota Bled; KS Lancovo                            | vsem                                                  |

## Uporaba in vedênje
Področje svobodnega prehoda pohodnih poti preko zemljišč obravnava Strasbourška deklaracija Evropske popotniške zveze. V njej je zapisano, da si 28 držav članic EU prizadeva za svobodno gibanje po tematskih pohodnih poteh bodisi po javnih ali zasebnih zemljiščih. S tem se ohranja temeljna svoboda in pravica po gibanju v naravnem okolju. V slovenski zakonodaji se prvenstveno uporabljajo določila Zakona o planinskih poteh (Ur. l. RS, št. 61/2007), ki določa javnost planinskih poti ter njihovo zaščito, hkrati pa predstavlja zaščito markacij, smernih tabel in določa skrbništvo nad potmi in se ga smiselno uporablja tudi za tematske poti. 
Uporabnik je dolžan tematsko pot uporabljati tako, da se zaradi njegove hoje po njej ter na in ob zemljišču, preko katerega pot poteka, in na drugih nepremičninah ter na favni in flori ob njej ne dela škode ter ogroža drugih uporabnikov. Uporabniki uporabljajo tematske poti na lastno odgovornost!